# Samoa Americană
Samoa Americană sau Samoa de Est este un teritoriu insular neincorporat al Statelor Unite ale Americii aflat în Sudul Oceanului Pacific, Sud-Est de statul Samoa. Principala insulă componentă este Tutuila, iar alte insule sunt Manua, Rose și Swains. Samoa americană este parte a arhipelagului Samoa, localizat la Vest de Insulele Cook, Nord de Tonga și 500 km Sud de Tokelau.

## Populație, suprafață
Suprafața totală de uscat este 200,22 km pătrați. 
Recensământul federal american de la 2010 a stabilit că aici locuiau 43.366 de oameni, din care 88,9% erau de etnie samoană. Limba samoană, înrudită îndeaproape cu hawaiiana (ambele făcând parte din familia polineziană), e vorbită de 88,6% din populație și 3,7% engleză, ca limbă maternă. Majoritatea populației e bilingvă. CIA Factbook, World Christian Database și Pew Research Center, în 2010, au estimat că 98,3% s-au declarat creștini, din care 19,7% catolici.

## Istorie
Locuită cu cel puțin 1,000 de ani înainte de Hristos, Samoa a fost descoperită de exploratorii europeni abia în veacul al XVIII-lea.
Istoria Samoei Americane de dinainte de descoperirea de europeni e legată de istoria Samoei de Vest (azi, statul independent Samoa). Insula Manua a avut un rol politic important în Polinezia.
Prin Tratatul de la Berlin din 1899, Germania și Statele Unite au împărțit arhipelagul Samoa. Partea de Vest, care a revenit Germaniei, este acum statul independent Samoa.

## Legături externe
- AmericanSamoa.gov - Site oficial

1. ↑  , Banca Mondială https://data.worldbank.org/indicator/NY.GDP.MKTP.CD, accesat în 26 august 2023 Lipsește sau este vid: |title= (ajutor)